# Liste der Monuments historiques in L’Isle-Jourdain (Vienne)
Die Liste der Monuments historiques in L’Isle-Jourdain (Vienne) führt die Monuments historiques in der französischen Gemeinde L’Isle-Jourdain auf.

## Liste der Bauwerke
| Bezeichnung       | Beschreibung              | Standort | Kennzeichnung | Schutzstatus | Datum | Bild |
| ----------------- | ------------------------- | -------- | ------------- | ------------ | ----- | ---- |
| Kirche St-Paixent | Erbaut im 13. Jahrhundert | (Lage)   | PA00105468    | Inscrit      | 1973  |      |

## Liste der Objekte
- Monuments historiques (Objekte) in L’Isle-Jourdain (Vienne) in der Base Palissy des französischen Kultusministeriums